# Сандберг, Анна
Анна Линнея Сандберг (швед. Anna Linnea Sandberg; род. 23 мая 2003) — шведская футболистка, левый защитник английского клуба «Манчестер Юнайтед» и национальной сборной Швеции.

## Клубная карьера

### «Эребру»
Сандберг начала играть в футбол в клубе «Линдесберг», а затем перешла в «Адольфсбергс». Профессиональную карьеру начала в клубе «Эребру» из Дамаллсвенскана. Дебют состоялся 13 марта 2020 года в проигрышном матче Кубка Швеции против «Хаммарбю» (0:3), выйдя в стартовом составе и сыграв 63 минуты.

### «Хеккен»
В июле 2022 года «Хеккен» заплатил рекордную для Дамаллсвенскана сумму трансфера за Сандберг. Она дебютировала в Лиге чемпионов 21 сентября 2022 года, сыграв все 90 минут в обоих матчах против «Пари Сен-Жермена», в которых шведский клуб проиграл со счётом 1:4 по сумме двух матчей.

### «Манчестер Юнайтед»
2 августа 2024 года английский клуб «Манчестер Юнайтед» объявил о подписании трехлётнего контракта с Сандберг с возможностью продления ещё на один год. Сумма трансфера стала новым рекордом для шведского женского футбола, превысив 150 000 фунтов стерлингов, которые «Эвертон» заплатил «Русенгарду» за Ханну Беннисон в августе 2021 года.

## Карьера за сборную
Сандберг приняла участие в первом отборочном раунде чемпионата Европы в октябре 2021 года в составе молодёжной сборной (до 19 лет), где помогла команде пройти во второй раунд. В финальной стадии турнира сборная дошла до полуфинала, уступив Испании со счётом 0:1. С сентября 2022 года она выступала за сборную до 23 лет.
16 февраля 2023 года она дебютировала за национальную сборную в победном матче против Китая (4:1), сыграв все 90 минут. 13 июня 2023 года она была включена в состав на чемпионат мира 2023 года в Австралии и Новой Зеландии, став самым молодым шведским игроком на турнире. 2 августа 2023 года она дебютировала на «мундиале», выйдя в стартовом составе в последнем победном матче группового этапа против Аргентины (2:0).

## Статистика

### Клубная
| Клуб              | Сезон      | Лига           | Лига  | Лига | Кубок | Кубок | Кубок лиги | Кубок лиги | Континент | Континент | Итог  | Итог |
| Клуб              | Сезон      | Дивизион       | Матчи | Голы | Матчи | Голы  | Матчи      | Голы       | Матчи     | Голы      | Матчи | Голы |
| ----------------- | ---------- | -------------- | ----- | ---- | ----- | ----- | ---------- | ---------- | --------- | --------- | ----- | ---- |
| Эребру            | 2021       | Дамаллсвенскан | 17    | 0    | 2     | 0     | —          | —          | —         | —         | 19    | 0    |
| Эребру            | 2022       | Дамаллсвенскан | 15    | 0    | 4     | 0     | —          | —          | —         | —         | 19    | 0    |
| Эребру            | Итог       | Итог           | 32    | 0    | 6     | 0     | 0          | 0          | 0         | 0         | 38    | 0    |
| Хеккен            | 2022       | Дамаллсвенскан | 11    | 1    | 5     | 0     | —          | —          | 2         | 0         | 18    | 1    |
| Хеккен            | 2023       | Дамаллсвенскан | 21    | 0    | 1     | 0     | —          | —          | 7         | 1         | 29    | 1    |
| Хеккен            | 2024       | Дамаллсвенскан | 14    | 4    | 0     | 0     | —          | —          | —         | —         | 14    | 4    |
| Хеккен            | Итог       | Итог           | 46    | 5    | 6     | 0     | 0          | 0          | 9         | 1         | 61    | 5    |
| Манчестер Юнайтед | 2024/25    | Суперлига      | 14    | 0    | 5     | 0     | 3          | 0          | —         | —         | 22    | 0    |
| Общий итог        | Общий итог | Общий итог     | 107   | 6    | 19    | 1     | 3          | 0          | 9         | 1         | 138   | 8    |

1. ↑  Включая Кубок Швеции[англ.] и Кубок Англии
2. ↑  Включая Лигу чемпионов

### Международная
| Сборная | Год  | Матчи | Голы |
| ------- | ---- | ----- | ---- |
| Швеция  | 2023 | 4     | 0    |
| Швеция  | 2024 | 1     | 0    |
| Швеция  | 2025 | 1     | 0    |
| Итог    | Итог | 6     | 0    |